# Febbre (romanzo)
Febbre (Fever) è un thriller medico scritto nel 1982 dallo scrittore statunitense Robin Cook.
Il libro è stato tradotto in cinese, finlandese, spagnolo, croato, olandese, ebraico, ungherese, francese, giapponese, coreano e altre lingue; molte traduzioni hanno avuto più ristampe.

## Trama
Un medico impegnato nella ricerca sul cancro, riceve la terribile notizia che la figlia è ammalata di una forma molto aggressiva di leucemia. E si accorge che troppi bambini e ragazzi si ammalano di rarissime malattie mortali.
Sospetta che ci sia un agente contaminante e quando scopre che la locale fabbrica di plastica scarica i liquami nel fiume e nell'aria cerca di indagare e fa delle scoperte agghiaccianti.

## Edizioni in italiano
- Robin Cook, Febbre, traduzione di Marisa Castino,  Milano: Sperling & Kupfer, 1983
- Robin Cook, Febbre, traduzione di Marisa Castino,  Milano: Biblioteca universale Rizzoli, 1987
- Robin Cook, Febbre, traduzione di Marisa Castino,  Milano: Sperling & Kupfer economica, 2008